# Verree Teasdale

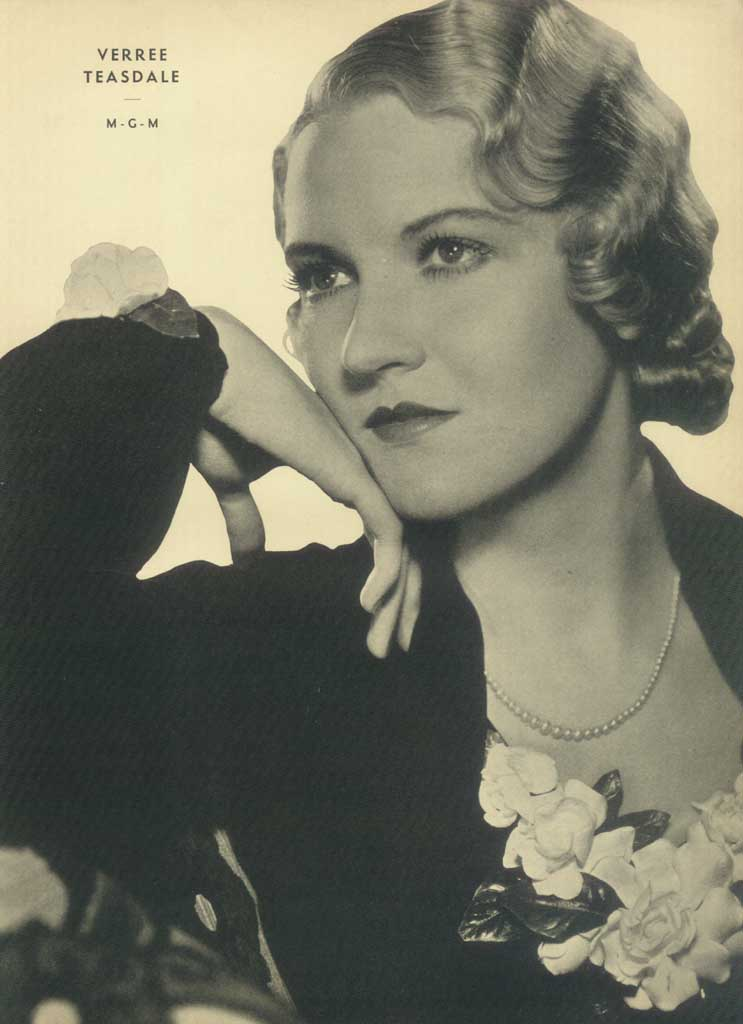
Verree Teasdale.

Verree Teasdale, född 15 mars 1903 i Spokane, Washington, död 17 februari 1987 i Culver City, Kalifornien, var en amerikansk skådespelare. Hon debuterade på Broadway 1924 i pjäsen The Youngest och arbetade där regelbundet fram till 1931. Teasdale filmdebuterade 1929 och gjorde under 1930-talet över 20 filmroller där hon ofta gjorde den större kvinnliga birollen.
Hon var gift med skådespelaren Adolphe Menjou från 1935 fram till hans död 1963.

## Filmografi, urval
- 1933 – Atlant-resan
- 1933 – Skandalen i Rom
- 1934 – Paris i gala
- 1934 – Madame Du Barry
- 1935 – En midsommarnattsdröm
- 1936 – Folkets jubel
- 1937 – Det spökar på Rivieran
- 1940 – Jag tager denna kvinna
- 1940 – Ombytta roller
- 1941 – Inte ikväll, min vän!